# Paolo Bellardito
Paolo Bellardito (* in Lentini; † 1. März 1592 in Malta) war ein italienischer Geistlicher und Bischof von Lipari.

## Leben
Er wurde am 17. Oktober 1580 zum Bischof von Lipari und der Äolischen Inseln berufen. Die Bischofsweihe spendete ihm am 28. Oktober desselben Jahres der Lateinische Patriarch von Jerusalem Giovanni Antonio Facchinetti de Nuce, der spätere Papst Innozenz IX.; Mitkonsekratoren waren Bartolomeo Ferratini, ehemaliger Bischof von Amelia, und Giovanni Battista Soriani OCarm, Bischof von Bisceglie. Im Jahr 1585 verzichtete er auf die Diözese und wurde – gegen seinen eigenen Wunsch – am 15. September 1587 von Papst Sixtus V. zum Inquisitor in Malta bestellt. Paolo Bellardito war sehr unzufrieden mit dieser Position und so wurde nach kurzer Zeit mit Angelo Gemmario ein Nachfolger bestellt, der 1591 die Position übernahm, und Paolo Bellardito reiste im März 1591 ab. Gemmario wurde jedoch nach nur zwei Monaten wegen Unfähigkeit abberufen, und Bellardito kehrte nach Malta zurück. Gemmario hinderte seinen Vorgänger und Nachfolger jedoch daran, den Palast des Inquisitors in Besitz zu nehmen, und verließ Malta erst, nachdem ihm mit der Inhaftierung gedroht worden war.
Paolo Bellardito starb unerwartet am 1. März 1592.